# ذكريات ونار (فلم)
ذكريات ونار أو وهج الذكريات فيلم عن الفن التشكيلي من إخراج الفنان التشكيلي إسماعيل شموط، وإنتاج قسم الثقافة والفنون في منظمة التحرير الفلسطينية في عام 1973. ويجمع الفيلم القضية في مسيرتها عبر لوحات المخرج نفسه كفنان تشكيلي مؤكداً من خلال التعليق على أهمية نضال الشعب وإنسانية قضيته. وحصل الفيلم على الجائزة الفضية في مهرجان فلسطين في بغداد عام 1973. وكذلك حاز على جائزة الفيلم الوثائقي القصير في مهرجان لايبزيغ.

## القصة
في قلب هذا الفيلم، يظهر رجل فلسطيني مسن يكشف ذكرياته من خلال صور أرشيفية ولوحة شموط بعنوان "نار وذكريات"، باستخدام أسلوب مشابه لتلك التي اعتمدها صانعو الأفلام السوفييتية الأوائل الذين سعوا للتواصل بلغة الفيلم، يقوم مونتاج الفيلم بخلق سرد غير لفظي للتجربة والمقاومة الفلسطينية.